# John Drinkwater

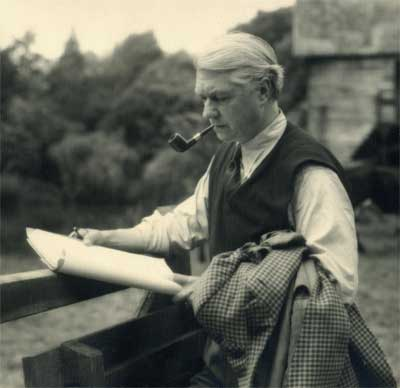
John Drinkwater

John Drinkwater (* 1. Juni 1882 in Leytonstone; † 25. März 1937 in London) war ein britischer Schriftsteller.

## Wirken
John Drinkwater erlangte 1918 durch sein Theaterstück Abraham Lincoln allgemeine Bekanntheit. Zudem war er ab 1918 als Jurymitglied im Komitee der Vergabe des Hawthornden-Preises tätig, dem ältesten Literaturpreis in Großbritannien. Weitere bekannte Werke von ihm sind unter anderem die Dramen Maria Stuart, Robert Burns und Oliver Cromwell, schrieb Biographien Shakespeare, Cromwell,  Übersetzungen italienischer und deutscher Dichtungen.
Drinkwater wirkte darüber hinaus als Literaturkritiker und leitete das Birmingham Repertory Theatre. Obwohl er zur Gruppe der Dymock Poets gehörte, erschien der erste eigenständige Band mit seinen Gedichten Preludes 1921–1922 erst 1923. Drinkwater war in allen Bänden der von Edward Marsh herausgegebenen Gedichtsammlung Georgian Poetry vertreten und wird deswegen auch zu den Georgian Poets gezählt.
John Drinkwater war mit der aus Australien stammenden Violinistin Daisy Kennedy verheiratet.